# Haploid elégtelenség
A haploid elégtelenség vagy haploinszufficiencia a genetikában az a jelenség, ami akkor fordul elő, ha egy diploid szervezetnek csak egy működő génkópiája van (a másik mutáció miatt inaktivált), és ez az egy működő génkópia nem termel eleget egy géntermékből (általában fehérje) ahhoz, hogy vad típus alakuljon ki, ami abnormális vagy beteg állapothoz vezet. Ez az állapot felelős néhány autoszomális domináns betegségért.
Így a haploinszufficiencia az inkomplett vagy részleges dominanciára példa, mert a heterozigóta (egy mutáns és egy normál alléllel) fenotípusos hatást mutat.

## Haploszufficiencia
A haploszufficiencia a fordított eset: egy diploid szervezetnek csak egy működő génkópiája van, de a maradék egy egészséges génkópia a normális működéshez elegendő génterméket állít elő.

## Haploid elégtelenség okozta humán betegségek
Ezek közé tartoznak:
- Néhány rákfajta
- Cleidocranialis dysplasia
- Marfan-szindróma
- Polidaktilia (sokujjúság)
- a mielodiszpláziás szindróma 5q-szindrómája
- TAR-szindróma (trombocitopénia és az orsócsont hiánya), 1q21.1 deléciós szindróma
- Holt–Oram-szindróma